# اوفاتومومب
اوفاتومومب (انگلیسی: Ofatumumab) که در ایران با نام اوفاتوموماب هم شناخته می‌شود، یک پادتن مونوکلونال انسانی علیه CD20 است که فعال‌شدن لنفوسیت بی را در مراحل آغازین متوقف می‌کند. سازمان غذا و داروی آمریکا اوفاتومومب را برای درمان لوسمی مزمن لنفاوی مقاوم به درمان با فلودارابین و آلمتوزومب تأیید کرده‌است و اثرات بالقوه‌ای هم در درمان لنفوم بزرگ سلول بی منتشر، روماتیسم مفصلی و ام‌اس از خود نشان داده‌است.

## مصارف پزشکی
تنها مصرفی از اوفاتومومب که تائیدیه رسمی دریافت کرده‌است، بیماری لوسمی مزمن لنفاوی (CLL) است.

## عوارض جانبی
عوارض جانبی این دارو برحسب میزان وقوع به شرح زیر است:
بسیار شایع (احتمال بیش از ۱۰٪):
- عفونت دستگاه تحتانی تنفس (از جمله سینه‌پهلو)
- کم‌خونی
- کم‌خونی
- نوتروپنی

بسیار شایع (احتمال بین ۱ تا ۱۰٪):
- سپتیسمی
- عفونت ادراری
- عفونت با ویروس هرپس سیمپلکس
- لکوپنی
- ترومبوسیتوپنی
- نوتروپنی تب‌دار
- تندتپشی
- افت فشار خون
- افزایش فشار خون
- واکنش‌های حساسیتی شدید
- اسپاسم مجاری تنفسی
- تنگی نفس
- احساس ناراحتی در قفسهٔ سینه
- گلودرد
- سرفه
- احتقان بینی
- انسداد رودهٔ کوچک
- اسهال
- تهوع
- کهیر
- گرگرفتگی
- تب
- لرز
- خستگی

ناشایع (احتمال مابین ۰٫۱ تا ۱٪):
- آگرانولوسیتوز (لکوپنی شدید)
- اختلالات انعقادی خون
- آپلازی گلبول‌های قرمز
- لنفوپنی
- شوک آنافیلاکتیک
- سندرم لیز تومور

نادر (احتمال کمتر از ۰٫۱٪):
- احتمال بروز هپاتیت ب یا فعال‌شدن مجدد آن

## موارد منع مصرف
استفاده از اوفاتومومب در کسانی که به اجزاء دارویی آن حساسیت دارند، مطلقاً ممنوع است.